# Cuscatancingo
Cuscatancingo é um município de El Salvador, localizado no departamento de San Salvador. Situa-se a 4 quilômetros de San Salvador, capital do país. Possui uma população de 66 400 habitantes de acordo com censo de 2007. 